# Lukeino
Koordinaten: 0° 45′ 10,5″ N, 35° 52′ 29,9″ O
Lukeino ist der lokale, von den Angehörigen der Tugen gewählte und von Forschern übernommene Name für ein Gebiet in den Tugen Hills im Westen von Kenia (Baringo County), in dem mehrere Dutzend Fossilien führende Fundstellen kartiert wurden. Die Fossilien stammen aus einer Lukeino-Formation genannten Gesteinsabfolge, deren Schichtung aufgrund von unterseits und oberseits befindlichen Schichten vulkanischen Ursprungs zuverlässig auf ein Alter von rund sechs Millionen Jahren datiert werden konnte. Bedeutendste Funde sind die im Jahr 2001 der neuen Gattung Orrorin zugeschriebenen, möglicherweise homininen Zähne und Knochenfragmente aus der Fundstelle Kapsomin.
Die Lukeino-Formation wird überlagert durch die Kaparaina-Basalte (Alter: rund 5,65 Millionen Jahre), nach unten wird sie abgegrenzt durch die Kabarnet-Trachyte (Alter: rund 6,2 Millionen Jahre). Diese mit Hilfe der Kalium-Argon-Methode berechnete Datierung der Lukeino-Formation konnte insbesondere für die Orrorin-Funde noch weiter präzisiert werden, da inmitten der Formation Kristalle vulkanischen Ursprungs entdeckt wurden, deren Alter 6,06 Millionen Jahre beträgt. Von den mehr als 40 Fundstellen im Gebiet Lukeino waren es die vier Fundstellen Aragai, Cheboit, Kapcheberek und Kapsomin, aus denen die Fossilien von Orrorin geborgen wurden. Erster Fund von Orrorin war ein bereits 1974 von Martin Pickford im Bereich der Fundstelle Cheboit entdeckter Zahn aus einem Unterkiefer (Sammlungsnummer KNM-LU 335), den er im folgenden Jahr zusammen mit anderen Funden wissenschaftlich beschrieb, aber keinem bestimmten Taxon zuordnete.

## Belege
1. ↑  Eintrag Lukeino in: Bernard Wood: Wiley-Blackwell Encyclopedia of Human Evolution. Wiley-Blackwell, 2011, ISBN 978-1-4051-5510-6.
2. ↑  Martin Pickford und Brigitte Senut: The geological and faunal context of Late Miocene hominid remains from Lukeino, Kenya. In: Comptes Rendus de l'Académie des Sciences – Series IIA – Earth and Planetary Science. Band 332, Nr. 2, 2001, S. 145–152, doi:10.1016/S1251-8050(01)01528-2.
3. 1 2  Brigitte Senut, Martin Pickford et al.: First hominid from the Miocene (Lukeino Formation, Kenya). In: Comptes Rendus de l'Académie des Sciences – Series IIA – Earth and Planetary Science. Band 332, Nr. 2, 2001, S. 137–144, doi:10.1016/S1251-8050(01)01529-4, Volltext (PDF).
4. ↑  Martin Pickford: Late Miocene sediments and fossils from the Northern Kenya Rift Valley. In: Nature. Band 256, 1975, S. 279–284, doi:10.1038/256279a0.